# دانشگاه کونیگسبرگ
دانشگاه کونیگسبرگ (آلمانی: Albertus-Universität Königsberg) یک دانشگاه دولتی در کونیگسبرگ، پروس بود.
این دانشگاه در سال ۱۵۴۴ بعد از دانشگاه ماربورگ تأسیس شد.